# Vila Julia Eisnera
Vila Julia Eisnera je secesní sídelní vila v centru Ostravy, která byla v letech 1902 až 1903 postavena, pravděpodobně podle návrhu architektů a stavitelů Ferdinanda Mainxe a Leopolda Poppa, pro JUDr. Julia Eisnera. Stojí na nároží Milíčovy ulice a Husova náměstí, v sousedství Husova sadu. Od roku 1958 je chráněna jako kulturní památka.

## Historie
Výstavbu vily zadal v Moravské Ostravě žijící česko-německý právník Julius Eisner (1863–1947), generální sekretář Důlního úřadu Severní dráhy Ferdinandovy. Jako projektanti byli patrně osloveni Ferdinand Mainx a Leopold Popp (předpokládá se tak z důvodu podobnosti vily s dalšími stavbami, na kterých pracovali). Vila vznikla jakožto první secesní budova v Moravské Ostravě a jedna z prvních v českých zemích. Postavena byla na lukrativní parcele nedaleko hlavního městského náměstí, poblíž někdejšího starého městského hřbitova, který byl v osmdesátých letech 19. století přeměněn v park (pozdější Husův sad). Dokončena byla roku 1903. V její blízkosti vznikla roku 1908 nájemní vila Paula Hawlika. Po roce 1948 byl objekt znárodněn. 

## Architektura stavby
Vila je trojpodlažní volně stojící budova rámcově obdélníkového půdorysu krytá sedlovou střechu. Nese secesní štít, stejně jako několik věžiček, balkonů a arkýřů, stejně jako bohatou štukovou výzdobu fasády. K vile v minulosti přiléhala rozměrná zahrada. 